# Nespereira
A Eriobotrya japonica, comummente conhecida como nespereira (não confundir com a espécie Mespilus germanica, que consigo partilha este nome), é uma espécie de árvore, da subfamília Maloideae, da família das Rosáceas, pertencente ao tipo fisionómico dos microfanerófitos. Para se distinguir da sua congénere europeia, também lhe costumam chamar nespereira-do-japão, pese embora seja originária do sudeste da China.

## Nomes comuns
Esta espécie dá ainda pelos seguintes nomes comuns: magnório (também grafada manganório ou magnólio) e biba no português de Macau.
Os frutos desta espécie além do nome comum geral nêspera, dão ainda pelos seguintes nomes comuns regionais: magnório (bem como as já mencionadas variantes gráficas manganório e magnólio) em certas regiões do Norte de Portugal;  biba, no português de Macau; em certas partes do Brasil dá pelo nome regional ameixa-amarela (não confundir com a subespécie da ameixa comum, a Prunus domestica subsp. Syriaca, que também dá por este nome) ou ameixa-de-inverno em regiões do Sul do Brasil.

## Taxonomia
A Eriobotrya japonica foi descrita primeiro por Carl Peter Thunberg, sob a designação Mespilus japonica em 1780, tendo-se transferido para o género Eriobotrya às mãos John Lindley, na publicação de 1821 da «Transactions of the Linnean Society of London».

### Etimologia
Do que toca à nomenclatura científica:
- O nome genérico, Eriobotrya, deriva da aglutinação dos vocábulos gregos antigos εριο (erio), que significa «lã», e βοτρυών (botrys), que significa «racimo, cacho», portanto, por atacado pode traduzir-se por «cacho lanudo»[16], o que será uma alusão às inflorescências destas plantas que são particularmente tomentosas, é dizer, estão revestidas de penugem.[17]
- O epíteto específico, japonica, por sua vez, provém do latim e trata-se de uma alusão ao país que, no séc. XIX, se julgava ser a região de origem desta espécie, o Japão.[18]

Do que toca aos nomes comuns:
- O substantivo «nespereira» deriva de «nêspera»[19], palavra que, por seu turno, entra na língua portuguesa por via do baixo latim, nespĭra ou nespĭla[20], que por sua vez são corruptelas do latim clássico mespĭlu[21], por dissimilação do «m» em «n», o qual entrou no latim por via do grego clássico μέσπιλον (méspilos)[22].

- O substantivo «biba», por seu turno, provém do nome chinês 枇杷  (pi-po)[23], que designa o mesmo fruto.[7] Este substantivo, por seu turno advém do étimo 琵琶 (pípá guǒ), que signfica «de formato oval; de formato semelhante à pipa».[7]

- O substantivo «magnório» (e as respectivas variantes) tem origem incerta, crendo-se que possa ser uma deturpação do substantivo «magnólia».[4]

### Sinonímia
- Crataegus bibas Lour.
- Mespilus japonica Thunb. - basiónimo
- Photinia japonica (Thunb.) Benth. & Hook.f. ex Asch. & Schweinf.[24][1]

## Descrição
Trata-se de uma árvore pequena ou arbusto grande de folha perene, pautada pela coloração verde e pela penugem felpuda acastanhada dos galhos. Dispõe de uma copa circular que pode chegar até a um metro de comprimento e de um tronco curto, que pode crescer entre os 5 e os 10 m de altura.
Do que toca às folhas, são simples, podendo medir entre 10 a 25 centímetros de comprimento, sendo que o formato pode alternar entre o obovado e o elíptico-oblongas, têm a face enrugada, uma textura que lembra couro e uma coloração verde-escura.
Conta ainda com panículas terminais compactas, guarnecidas flores brancas, que são ulteriormente sucedidas pelos frutos: as nêsperas.
As nêsperas, em rigor, são drupas e caracterizam-se pelo formato piriformes ou elipsóides, podendo alcançar até 4 centímetros em diâmetro. Quando amadurecem adquirem uma coloração amarela, destacando-se pelo mesocarpo carnudo e suculento. Uma vez que conta, geralmente, com uma ou mais sementes grandes e duras pode ser considerada um fruto nuculâneo.

## Distribuição
É originário do Sudeste da China, pelo que o seu habitat natural são os bosques paleotropicais. Sem embargo, hodiernamente, é cultivada no resto do mundo, seja por causa do fruto, seja como planta ornamental.

## Cultivo
A nespereira é uma planta dada a regiões subtropicais e temperadas, pautadas por Invernos muito amenos. Nas regiões tropicais, pode ser cultivada a elevações superiores a 600 metros, se bem que a altitude que oferece as condições opimas de cultivo nos trópicos se situa entre os mil e os dois mil e trezentos metros.

As regiões com amplitudes térmicas que se cingem entre os 21 e os 27 graus Celsius, costumam ser as que proporcionam as melhores condições, tendentes ao crescimento desta planta. Porém, a nespereira, ainda assim é capaz de medrar em regiões com amplitudes térmicas que maiores, tolerando temperaturas mínimas de 9 graus Celsius e máximas de 36 graus Celsius. Com efeito, quando dormente, a nespereira consegue, inclusive, resistir a temperaturas baixas, na ordem dos 12 graus negativos, se bem que as flores e os rebentos das folhas não costumam sobreviver a temperaturas inferiores a um grau negativo. 

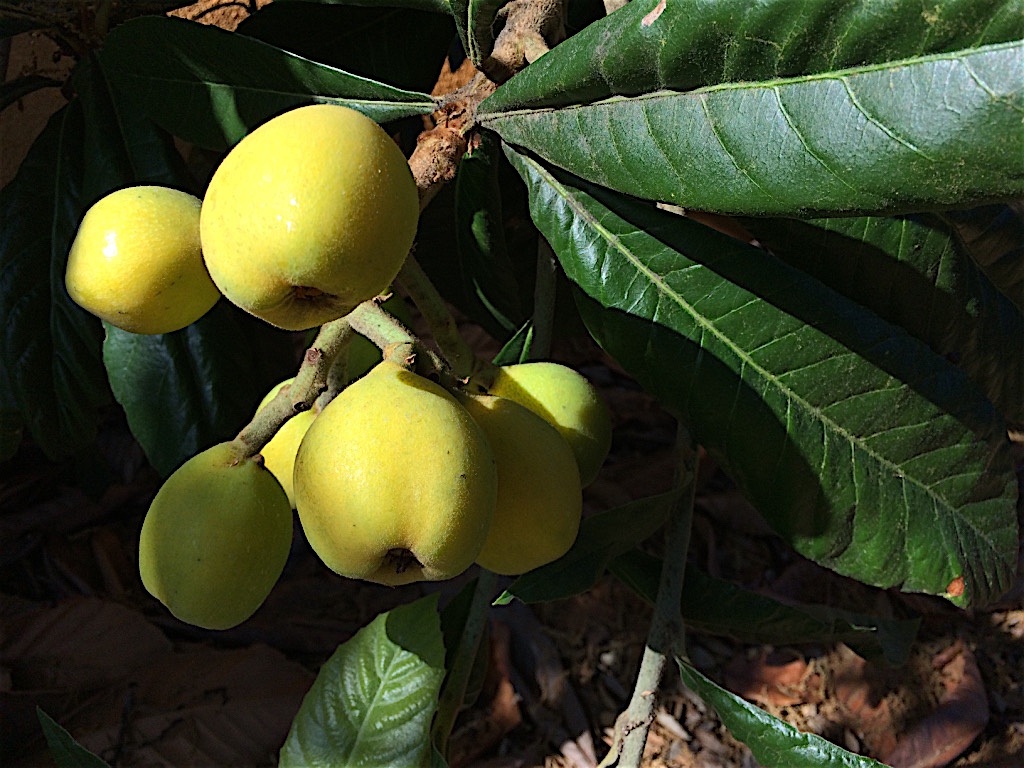
Pasadena, Califórnia.

As nespereiras preferem regiões com níveis de pluviosidade anual na ordem dos 600 a 1.600 milímetros, embora seja capaz de tolerar níveis de pluviosidade mais modestos, na ordem dos 400 a 4.000 milímetros anuais de chuva. 
Também privilegiam os solos férteis e pouco húmidos, com boa exposição solar ou pouca sombra, contanto que o substracto não seja muito calcário. É capaz de tolerar solos secos. No que respeita ao PH do solo, os valores ideais rondam entre os 5.5 e os 6.5, embora a nespereira seja capaz de tolerar solos mais ácidos, até aos 4.5, e mais básicos, até ao 8.
As regiões à beira-mar costumam produzir os frutos de melhor qualidade, sendo certo que a nespereira prefere estar resguardada das nortadas e ventos frios, que possam correr vindos do mar.
Uma nespereira adulta, salvo em casos de maus anos agrícolas, mercê de geadas na época de floração, costuma produzir fruto todos os anos. Com efeito, a tendência das nespereiras é para ficarem sobrecarregadas de fruto, o que amiúde pode levar a que as nêsperas não desenvolvam tamanhos muito significativos. Por causa disto, há a prática agrícola de destruir parte dos frutos, ainda por amadurecer, por molde a fazer com que os frutos restantes adquiram tamanhos maiores, compensando assim o prejuízo inicial dessa destruição.

### Sementio
A semente deve vir de um fruto maduro e deve ser plantada ainda húmida. As sementes compradas em loja, devem ser demolhadas durante 24 horas antes do plantio.
A germinação ocorre, geralmente, cerca de 1 a 4 meses depois, posto que as temperaturas gerais se mantenham por volta dos 20 graus Celsius. Quando grandes o suficiente, os rebentos podem ser envasados e ou transplantados.

## Usos

### Agroflorestal
No âmbito do sistema agroflorestal, as nespereiras, mercê da copa frondosa e do tronco curto e compacto, podem oferecer sombra e servir de corta-vento a outras espécies. As grandes e fibrosas folhas da nespereira são boas para fazer compostagem.

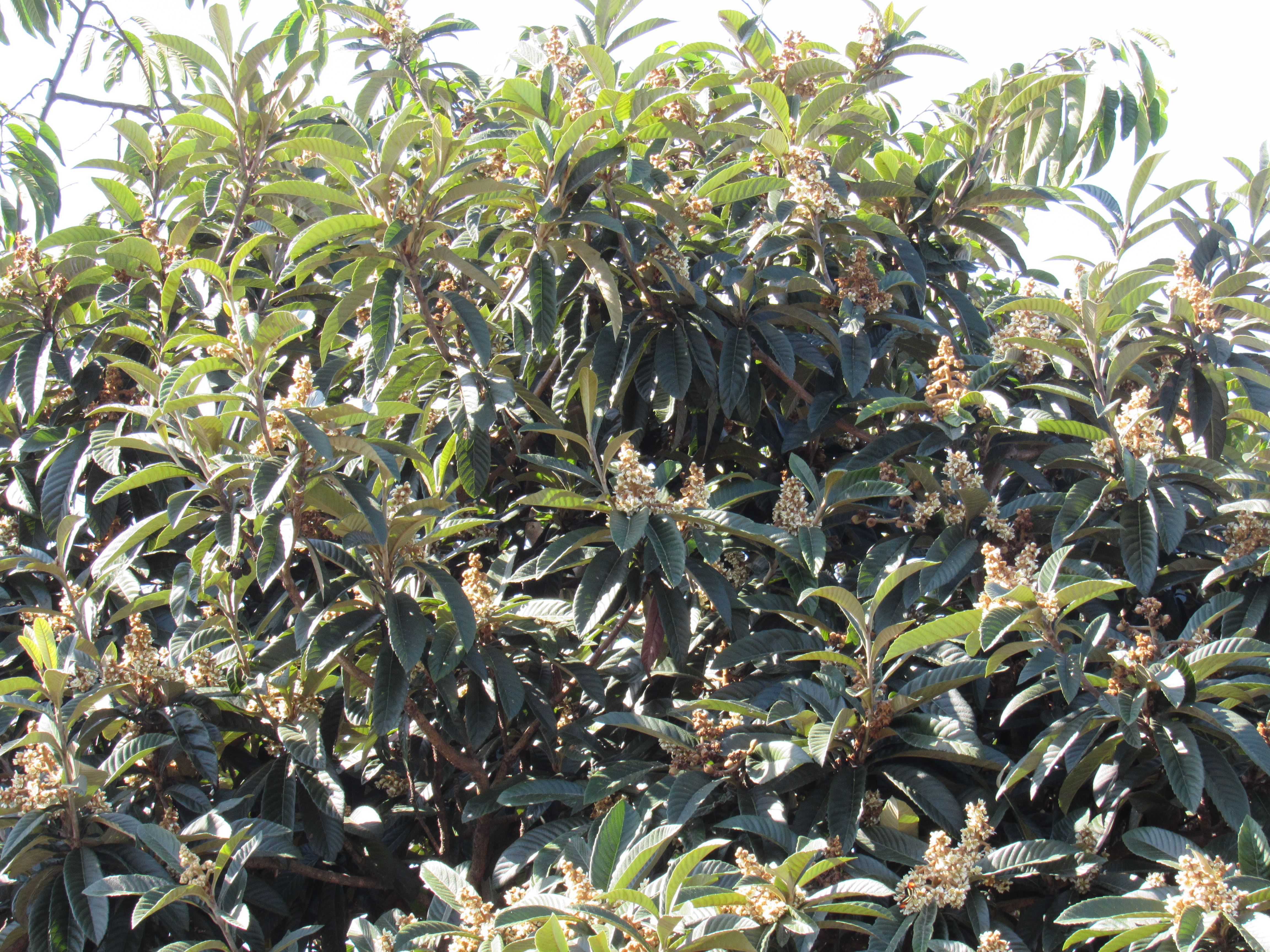
Florada da nespereira

### Cosmética
Por outro lado, as flores da nespereira têm efeitos repelentes contra insectos, sendo também usadas, no âmbito da cosmética, para a confecção de perfumes.

### Carpintaria e marcenaria
O cerne da madeira da nespereira tem uma coloração castanho-arroxeada, com veios escuros, que contrastam com a tonalidade clara da madeira. Tem uma textura lisa, pouco dada a irregularidades e com pouca tendência para lascar, mostrando-se apta a ser polida. Mesmo depois de trabalhada, por vezes, costuma reter alguma fragrância natural. É uma madeira rija, que pode alternar entre peso-médio e peso-pesado.
É adequada à confecção de postes, materiais de desenho e pintura e é muito cobiçada no âmbito da luteria.

### Medicina

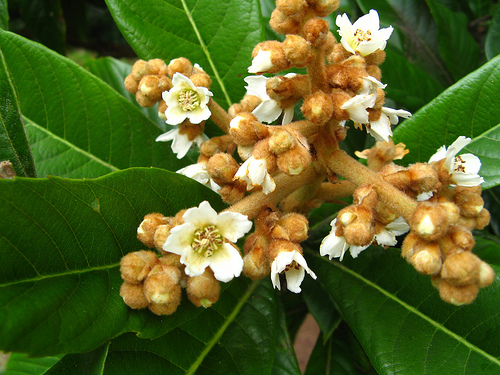
Flores, São Paulo

As folhas das nespereiras têm propriedades analgésicas, antibacterianas, antieméticas, antitússicas, antivirais, adstringentes, diuréticas e expectorantes. O decocto das folhas ou dos rebentos viços chegou a ser usado como mezinha com propriedades adstringentes intestinais e como elixir bucal, para combater as aftas. Este decocto também foi usado na medicina tradicional oriental para o tratamento da bronquite, tosse convulsa e resfriados. 
Na preparação destes decoctos era retirada a penugem acastanhada que pode revestir as folhas e os rebentos, de maneira a evitar irritações da garganta.
Às flores da nespereira, por sua vez, atribuem-se  propriedades expectorantes.
A nêspera, por seu turno, é um ingrediente popular na confecção de mezinhas antitússicas no Extremo Oriente. Com efeito, este fruto tem propriedades ligeiramente adstringentes, expectorantes e mesmo sedativas.
Chegou a ser usado historicamente para atenuar os efeitos dos enjoos e vómitos.

### Gastronomia
A nêspera pode ser consumida crua, cozinhada ou em conserva. Tem um sabor adocicado, com um travo ligeiramente ácido. Quando aberta, a nêspera trescala um odor bastante fragrante. Pode ser consumida em tartes, molhos e geleias.
A semente da nêspera, apesar de amarga se consumida crua, pode ser usada na confecção de certas bebidas e bolos, se for cozinhada, porquanto adquire um travo amendoado. Com efeito, quando torrada, exibe propriedades estimulantes similares às do café.